# Placa de Amur

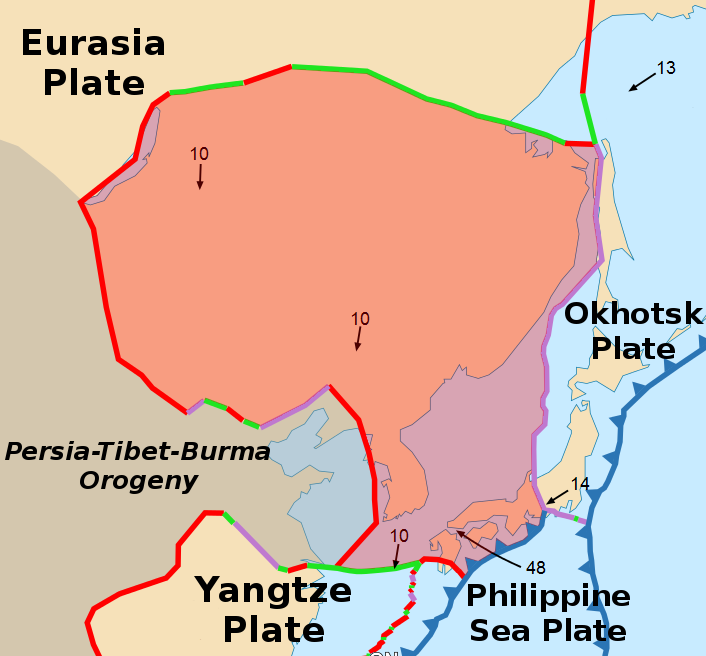
Placa de Amur

A placa de Amur é uma placa tectônica continental que cobre a Manchúria, a península coreana, o oeste do Japão e o território russo de Primorie. Ainda não está estabelecido se esta é uma placa separada ou parte da placa eurasiana.